# 창의성의 개념에 대한 역사
사회가 창의성이라는 개념을 인식하는 방식은 용어 자체와 마찬가지로 역사를 통해 변화하였다. 고대 그리스에서 시를 제외한 예술 개념(그리스어로 "techne" - "technique"와 "technology"의 어원)은 행동의 자유가 아니라 규칙에 대한 복종을 포함하였지만, 로마에서는 그리스에서 제시된 개념이 부분적으로 흔들렸고 시각 예술가는 시인과 함께 상상력과 영감을 공유하는 것으로 간주되었다.
중세 기독교에서 라틴어 "creatio"는 "creatio ex nihilo"("무로부터의 창조")라는 하나님의 행위를 나타내기 위해 생겼다.따라서 "creatio"는 인간 활동에 적용되지 않았다. 그러나 중세 시대에서는 시 역시 예술에 포함되었으며, 따라서 창조성이 아니라 공예로 간주함으로써 시의 예외적 지위를 박탈당하였다.
르네상스 시대의 남성들은 자유와 창의성에 대한 감각을 표현하고자 하였다. 그러나 "창의성"이라는 단어를 처음 적용한 사람은 17세기 폴란드 시인 Maciej Kazimierz Sarbiewski였다. 그러나 그는 '창의성'을 시에만 적용하였다. 한 세기 반이 넘는 기간 동안 인간의 창의성이라는 아이디어는 저항에 부딪혔다. 왜냐하면 "창조"라는 용어는 "무로부터의" 창조를 위해서만 쓰였기 때문이다.
19세기 종교적 회의론은 정의의 변화를 허용하면서, 예술을 창의성으로 인정하였을 뿐만 아니라 그 자체로도 인정되었다. 그리고 20세기로 접어들면서 과학과 자연에서의 창의성에 대한 논의가 시작되었을 때, 이것은 예술적 개념이 과학과 자연으로 넘어가는 전이로 간주되었다.

## 용어 및 개념

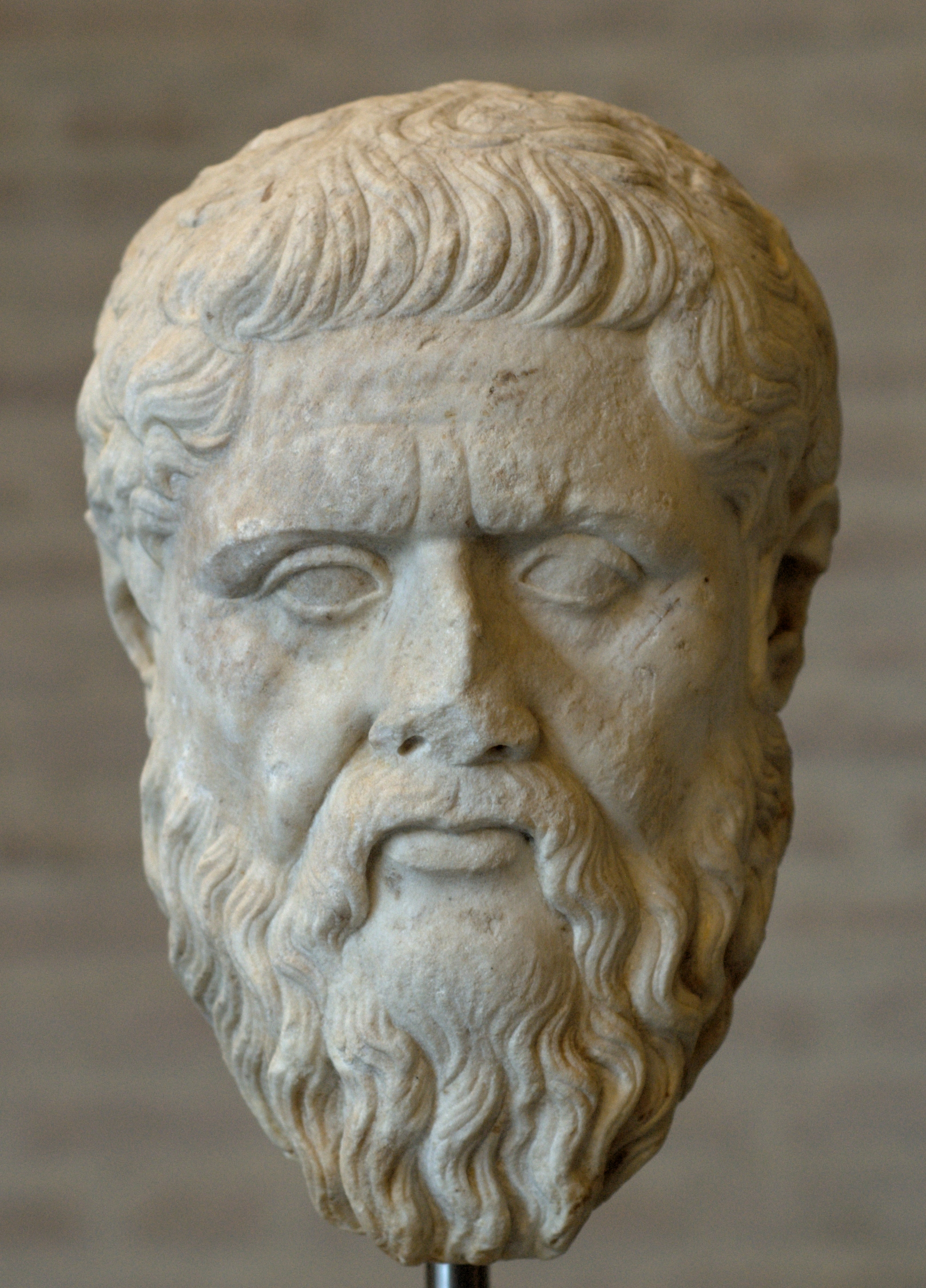
플라톤

고대 그리스에는 "창조하다" 또는 "창조자"에 해당하는 용어가 없었다. "poiein"("만들다")이라는 표현은 현대적인 관점으로 보았을 때 예술보다는 poiesis(시)와 그것을 만든 poietes(시인 또는 "제작자")에게 특별히 적용되었다. 예를 들어, 플라톤은 『공화국』에서 "화가가 무엇인가를 만든다고 말할 수 있을까?"라고 물었으며, "당연히 아니다. 화가는 단지 모방할 뿐이다."라고 대답한다. 고대 그리스인에게 창조자와 창의성의 개념은 행동의 자유를 의미한 반면 그리스인의 예술 개념은 법과 규칙에 대한 복종을 포함했다. 예술(그리스어로 "techne")은 "규칙에 따라 사물을 만드는 것"이었다. 그리스인에게 예술은 창의성을 포함하지 않으며, 창의성이 포함된 예술은 나쁜 일이었다.
예술에 대한 이러한 이해에는 뚜렷한 전제가 있었다. 자연은 완전하고 법칙의 지배를 받으므로 인간은 자연의 법칙을 발견하고 그에 복종해야 하며, 도달할 수 있는 최적의 상태에서 벗어나게 할 자유를 추구해서는 안 되었다. 예술가는 발명가가 아니라 발견자였다.

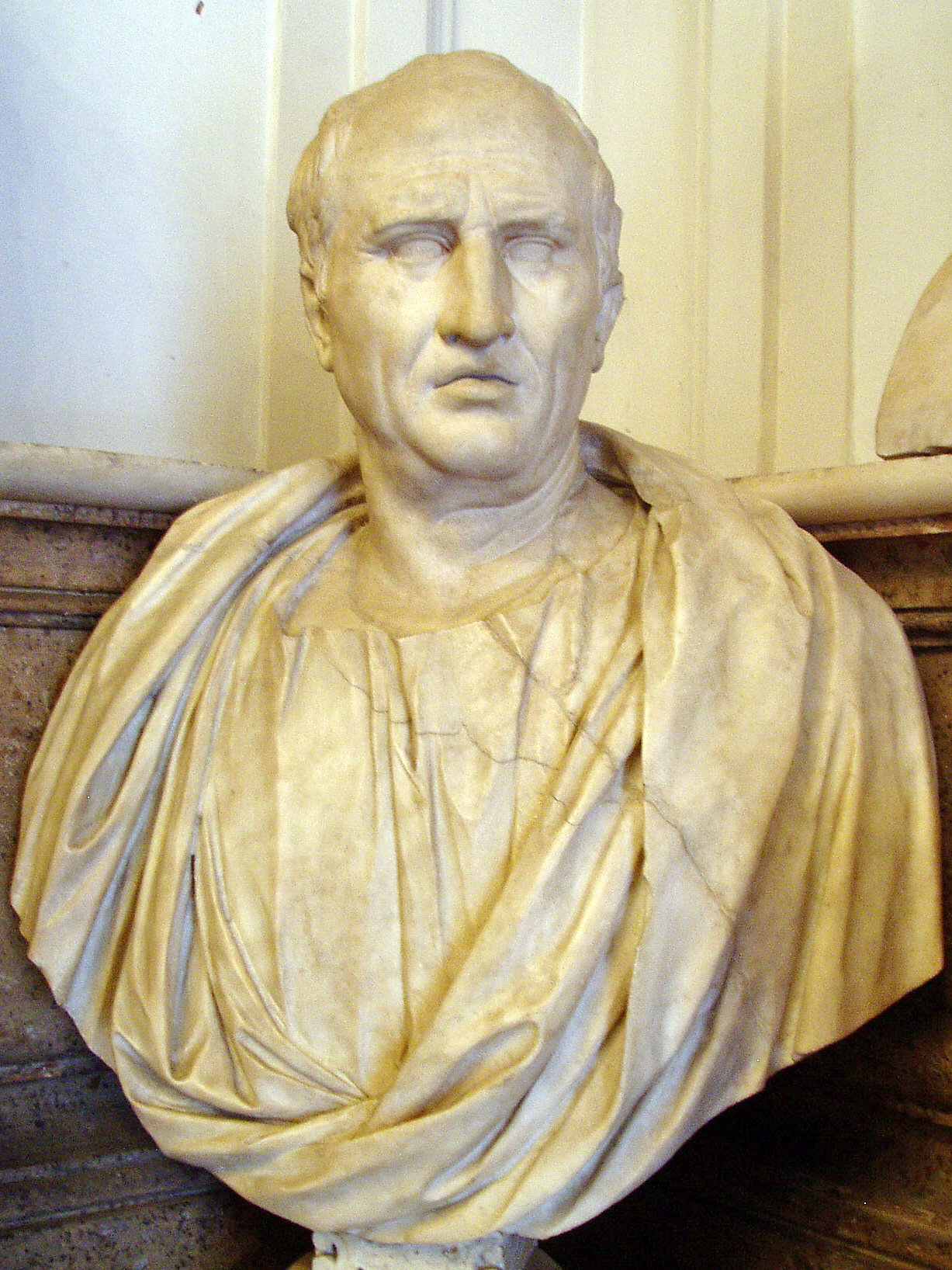
키케로

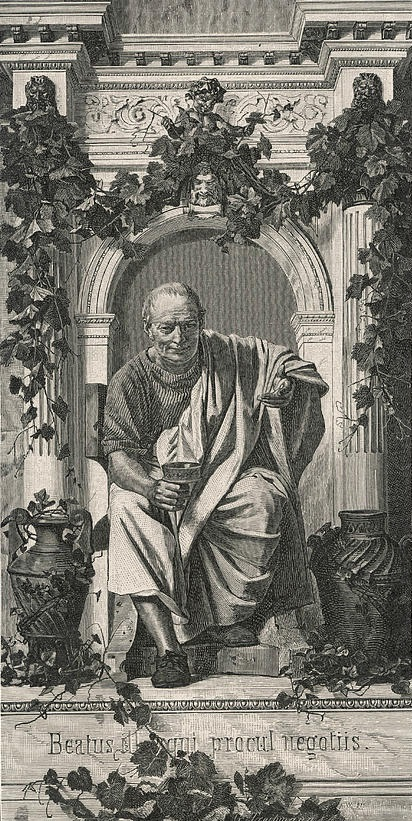
호레이스

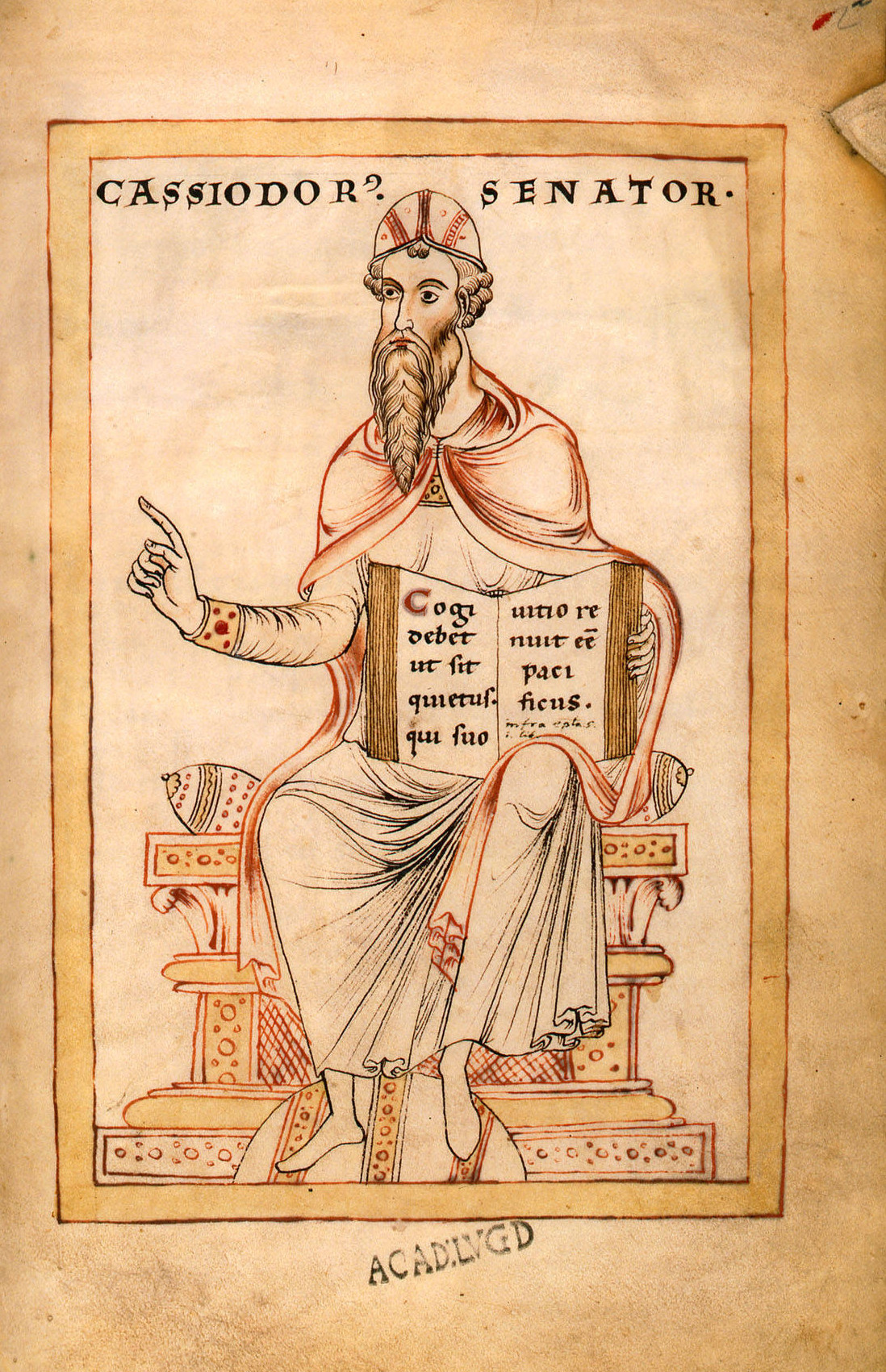
카시오도루스

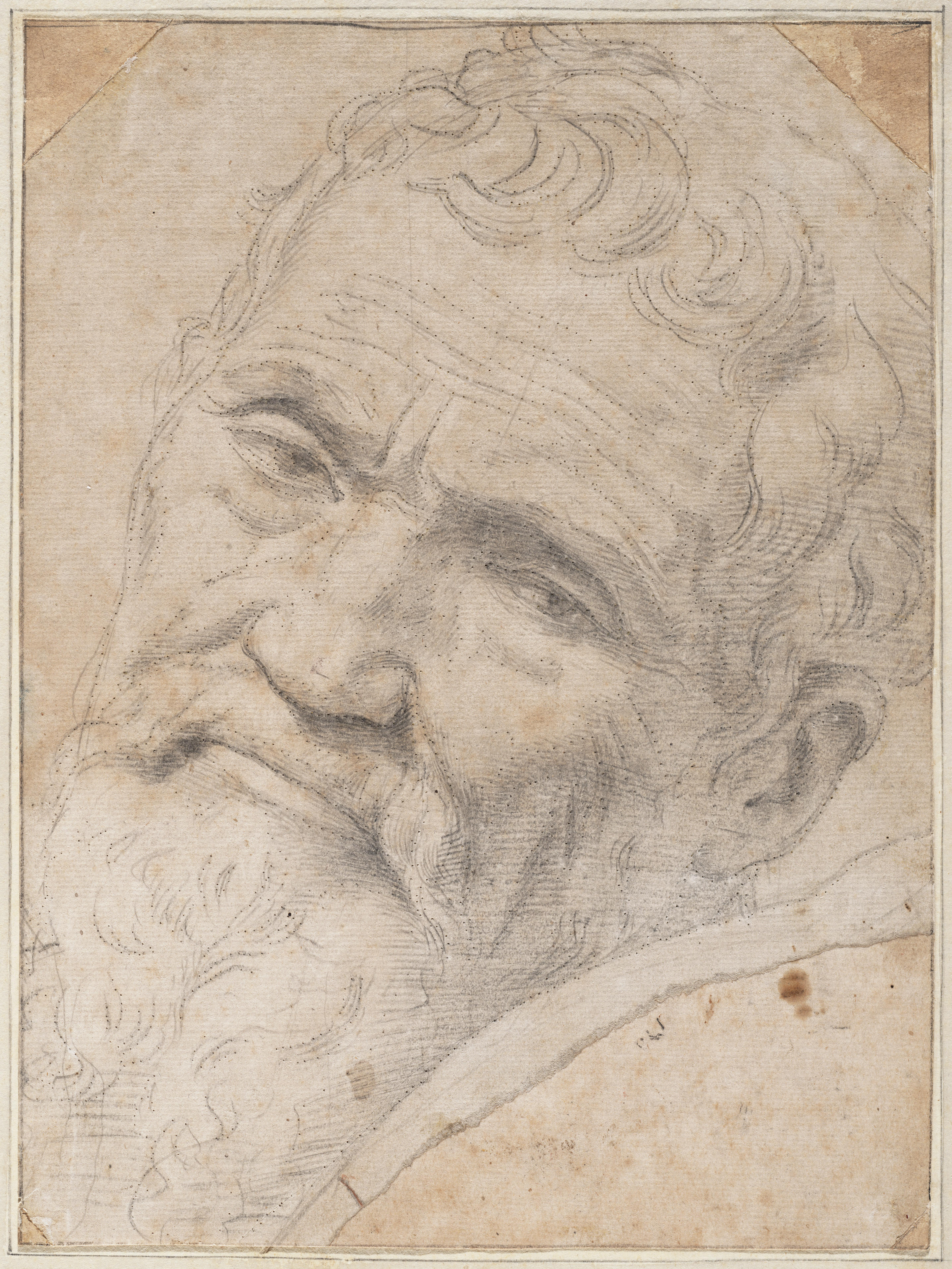
미켈란젤로

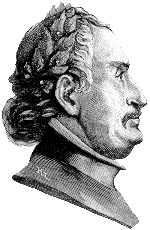
사르비예프스키

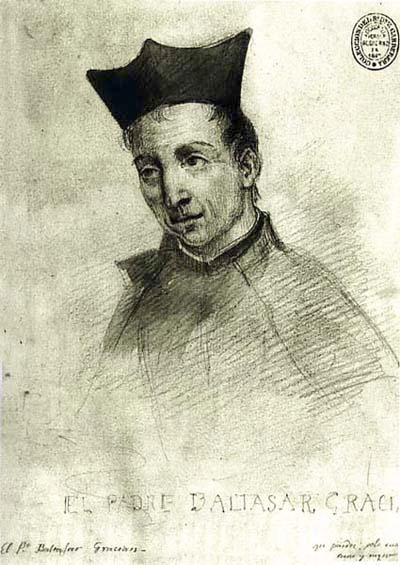
그라시안

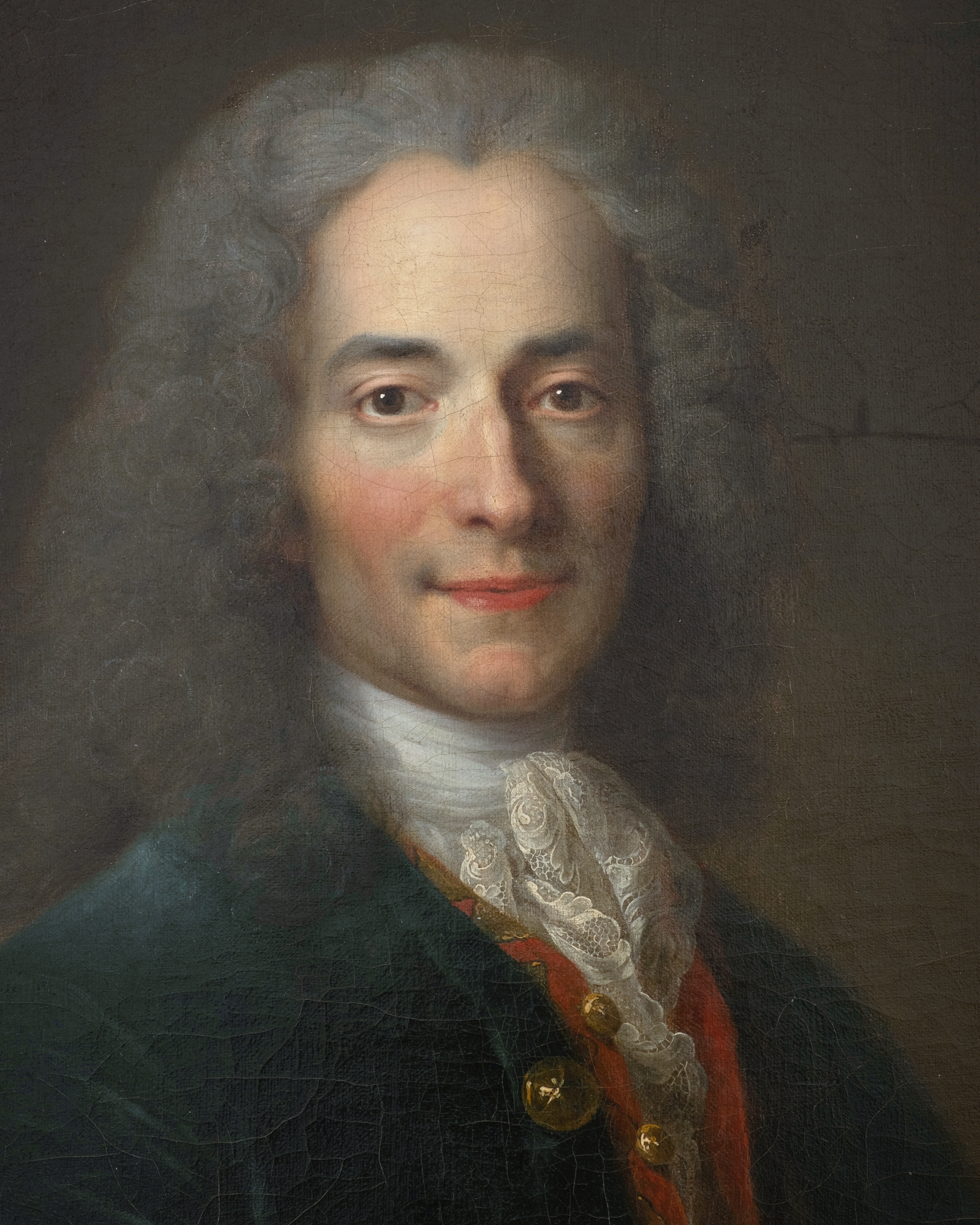
볼테르

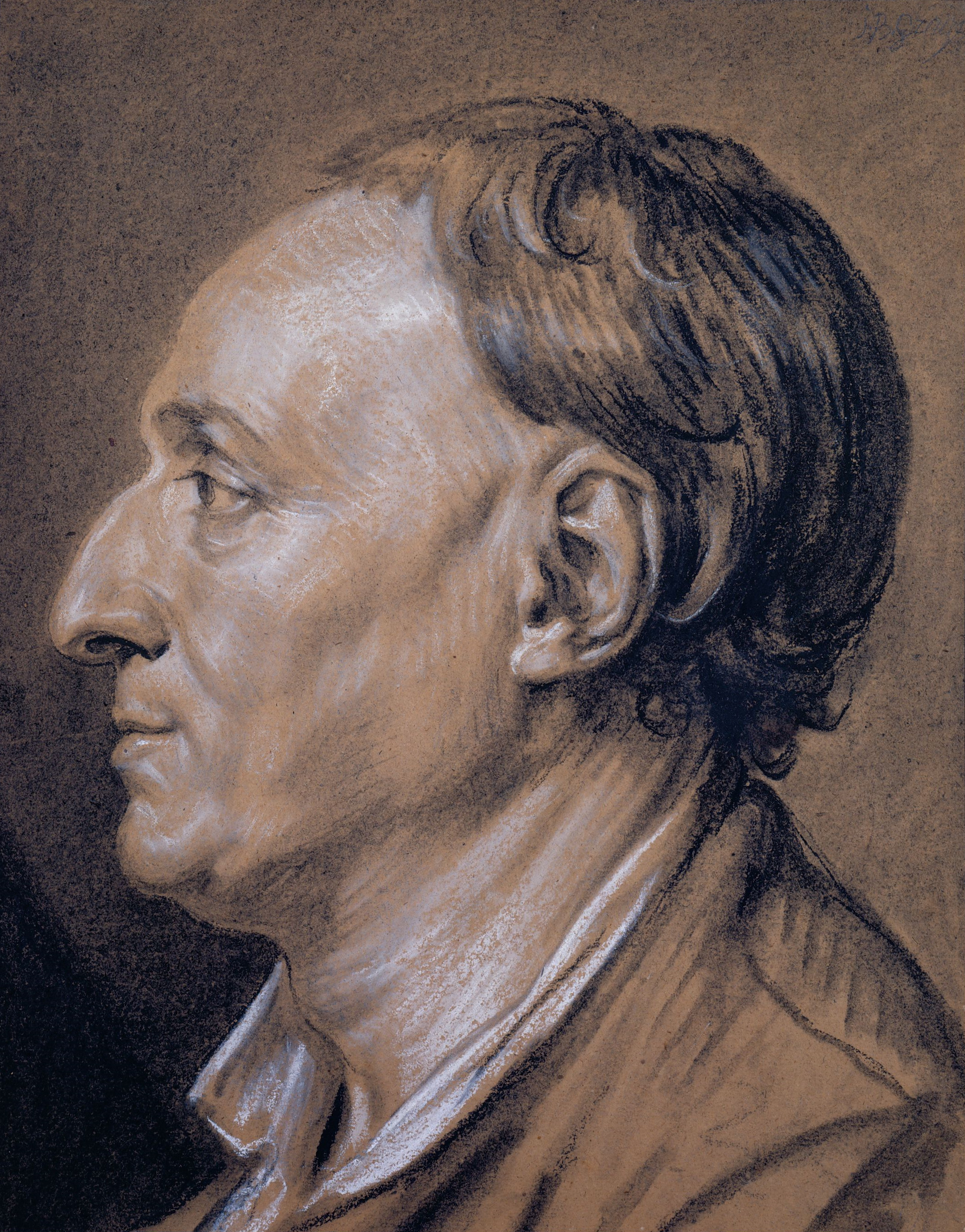
디드로

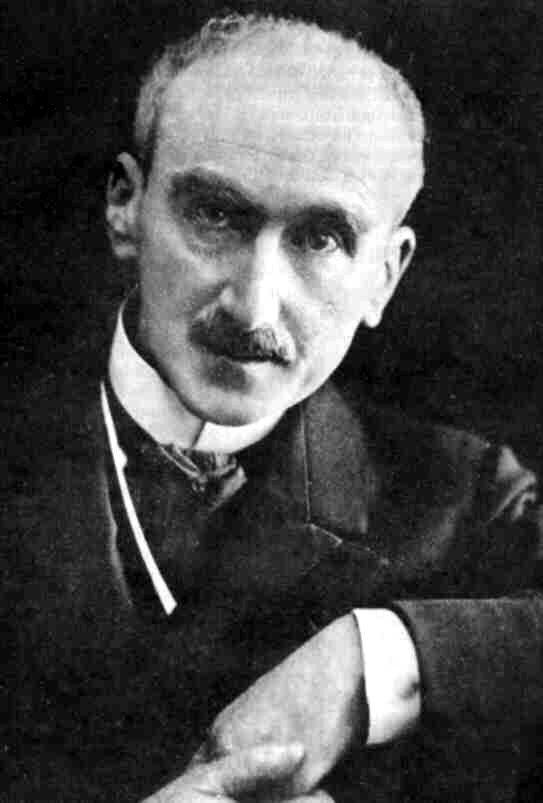
베르그송

이 그리스의 견해에 대한 유일한 예외, 즉 큰 예외는 시였다. 시인은 새로운 세계에 생명을 불어넣음으로써 새로운 것을 만드는 반면, 예술가는 단순히 모방했다. 그리고 시인은 예술가와 달리 법에 얽매이지 않았다. '창의성'이나 '창조자'에 해당하는 용어는 없었지만 실제로 시인만은 창조하는 사람으로 이해되었다. 음악에는 자유가 없었다. 의식과 오락을 위한 멜로디가 따로 지정되어 있었으며, 이를 "nomoi "("법률")로 불렀다. 시각 예술에서 자유는 폴리클리투스에 의해 고안된 신체 비율에 의해 제한되었고, 그는 이를 "the canon"(의미: "측정")이라고 불렀다. 플라톤은 티마이오스에서 좋은 일을 하려면 영원한 모델을 생각해야 한다고 주장했다. 나중에 로마인 키케로는 예술이 "우리가 알고 있는 것"("quae sciuntur")을 포용한다고 썼다.
시인들은 사물을 다르게 보았다. 오디세이(Odyssey) 1권은 "가수가 자신이 원하는 대로 노래하는 것으로 우리를 기쁘게 하는 것을 왜 금지하는가?"라고 물었다. 아리스토텔레스는 시가 현실의 모방인지, 그리고 그것이 진실에 대한 고착을 요구하는지에 대해 의구심을 가지고 있었다. 그것은 오히려 "진리도 거짓도 아닌" 것의 영역이었다.
로마 시대에 이러한 그리스 시대의 개념은 부분적으로 도전을 받았다. 호라티우스는 시인뿐만 아니라 화가도 그들이 원하는 것은 무엇이든 대담하게 할 수 있는 특권을 누릴 자격이 있다고 썼다("quod libet audendi"). 고대 쇠퇴기에 필로스트라투스는 "시와 예술 사이에 유사점을 발견할 수 있고 그것들이 상상력을 공유한다는 것을 발견할 수 있다"고 썼다. 카시오도루스(영문: Callistratos)는 "시인과 산문가의 예술 뿐만 아니라 조각가의 손도 신성한 영감의 축복을 받았다."라고 단언하였다. 이 관점은 새로운 것이었다. 고전 그리스인들은 상상력과 영감의 개념을 시각 예술에 적용하지 않고 시에만 국한되어 있었다. 라틴어는 그리스어보다 더 풍부했다. "창조"("creatio")와 "창조자"에 대한 용어가 있었고, "facere"와 "creare"라는 두 가지 표현이 있었다. 그리스어에는 동일한 의미를 가진 단어가 "poiein" 하나 뿐이었다. 그럼에도 불구하고 두 라틴어 용어는 거의 같은 것을 의미했다.
이후 기독교 시대에 근본적인 변화가 일어났다. "creato"는 하나님의 "무에서 창조"("creatio ex nihilo")라는 행위를 뜻하게 되었다. 따라서 "creato"는"facere"("만들다")와 다른 의미를 취했고 인간의 기능에 더 이상 적용되지 않았다. 6세기 로마 관리이자 문학가인 카시오도루스는 "만든 것과 창조된 것은 다르다. 우리는 만들 수 있지만 누가 창조할 수는 없기 때문이다."고 하였다.
이 표현에 대한 새롭고 종교적인 해석과 함께 예술은 창의성의 영역이 아니라는 고대의 견해가 지속되었다. 이것은 초기의 영향력 있는 두 기독교 작가인 Pseudo-Dionysius와 St. Augustine에게서 볼 수 있다. Hraban Moor, Robert Grosseteste와 같은 후기 중세인들도 거의 같은 방식으로 생각했다. 중세 시대는 시 또한 예술에 포함함으로서 고대보다 훨씬 더 나아갔다. 시에도 규칙이 있고 예술이었으며 따라서 창의성이 아니라 공예였다.
르네상스에서는 관점의 변화가 생겼다. 철학자 Marsilio Ficino는 예술가가 자신의 작품을 "생각한다"("excogitatio")라고 썼다. 건축과 회화의 이론가인 Leon Battista Alberti는 그가 "미리 정한다 "("preordinazione")고 말했다. 라파엘로는 자신의 아이디어에 따라 그림을 형성하였다. 레오나드로 다 빈치는 "자연에 존재하지 않는 모양"을 사용하였다. 미켈란젤로는 예술가는 자연을 모방하기보다 자신의 비전을 실현한다고 하였다. 조르지오 바사리는 "자연은 예술에 의해 정복된다"고 하였다. 베네치아 미술 이론가인 파올로 피노는 그림이 "없는 것을 발명하는 것"이라고 말했다. 파오로 베오네세는 화가들이 시인, 광인과 같은 자유를 누리고 있다고 말했다. Federico Zuccari는 예술가는 "새로운 세계, 새로운 낙원"을 형성한다고 하였다. Cesare Cesariano는 건축가는 "반신(半神)"이라고 하였다. 음악가들 사이에서 플란데런의 작곡가이자 음악학자인 Johannes Tinctoris는 작곡가가 하는 일에 새로움을 요구했고 작곡가를 "새로운 노래를 만드는 사람"으로 정의했다.
GP Capriano는 시인의 발명이 "무에서" 나온다고 주장했다(1555). Francesco Patrizi(1586)는 시를 "픽션", "형성", "변형"으로 보았다.
인간의 창의성과 관련하여 "창조"라는 단어를 인식 가능하게 사용한 최초의 사람은 "마지막 라틴 시인"으로 알려진 17세기 폴란드 시인이자 시 이론가인 Maciej Kazimierz Sarbiewski(1595-1640)였다. 그의 논문 De Perfecta poesi에서 그는 시인이 "패션이 확립된 이후에" "발명하며", 뿐만 아니라 시인이 "새롭게 창조한다 "("de novo creat")라고 썼다. Sarbiewski는 심지어 "신의 방식으로"("instar Dei")라는 말도 추가했다.
그러나 Sarbiewski는 창의성을 시의 독점적인 특권으로 여겼다. 창의력은 시각 예술가에게 열려 있지 않았다. 그는 "다른 예술은 단지 모방하고 베끼기만 할 뿐 창조하지는 않는다. 왜냐하면 그것들은 그들이 창작하는 재료나 주제의 존재를 가정하기 때문이다."라고 하였다. 17세기 말까지 André Félibien(1619-75)은 화가가 "말하자면 창조자"라고 썼다. 스페인 예수회 발타사르 그라시안은 Sarbiewski "예술은 자연의 완성이다, 마치 두번째 신인 듯 한..."이라고도 하였다.
18세기까지 창의성의 개념은 예술 이론에서 더 자주 등장했다. 그것은 모든 이들의 입에 오르내리던 상상이라는 개념과 연결되었다. Joseph Addison은 상상력이 "창조와 같은 것을 담고 있다"고 썼다. Voltaire는 "진정한 시인은 창의적이다"(1740)라고 선언하였다. 그러나 이 두 작가의 경우 이는 시인과 창작자 사이의 비교에 불과하였다.
다른 작가들은 다른 견해를 보였다. 드니 디드로는 상상력은 단순히 "형태와 내용의 기억"이며 "아무것도 창조하지 않는다"고 생각했으며, 단지 결합, 확대 또는 축소할 뿐이라고 하였다. 실제로 18세기 프랑스에서 인간의 창의성에 대한 관념이 저항에 부딪혔다. Charles Batteux는 "인간의 마음은 엄밀히 말해서 창조할 수 없으며, 모든 제품에는 모델의 낙인이 있으며, 상상력에 의해 발명된, 법칙에 의해 방해받지 않는 괴물이라도 자연에서 인용된 부분으로만 구성된다."라고 썼다. 뤽 드 클라피에르 보브나르그 (1715~47), Étienne Bonnot de Condillac(1715~80)도 비슷한 효과에 대해 이야기하였다.
인간의 창의성이라는 관념에 대한 그들의 저항에는 세 가지 근원이 있었다. 먼저, "창조"라는 표현은 "무에서 창조"("creatio ex nihilo")를 위해 사용되었으므로 사람이 접근할 수 없는 것이었다. 둘째, 창조는 신비한 행위이며 계몽심리학은 신비를 인정하지 않았다. 셋째, 그 시대의 예술가들은 그들의 규칙에 집착했고, 창의성은 규칙과 양립할 수 없는 것처럼 보였다. 규칙은 궁극적으로 인간의 발명품이라는 사실이 이미 논의되고 있었기 때문에(예: Houdar de la Motte, 1715) 규칙에 관한 마지막 논조는 널리 인정을 받지 못했다.
19세기 예술은 예술을 창조성으로 인식하고자 노력한 이전 세기의 저항에 대한 보상을 받았다. 이제 예술은 창의성으로 여겨졌을 뿐만 아니라 그 자체로 그렇게 여겨졌다.
예술 평론가 존 러스킨은 예술 교육의 역사에서 자기 표현으로의 전환이라는 맥락에서 자주 언급되어 왔지만, 일부 학자들은 이것을 오해라고 생각한다.
20세기 전환기에 과학(예: Jan Łukasiewicz, 1878-1956)과 자연(예: Henri Bergson)에 대한 창의성의 논의가 시작되었을 때, 일반적으로 이는 고유한 예술적 개념에서 과학과 자연적 개념으로의 전이로 간주되었다.
창의성에 대한 과학적 연구는 JP Guilford 가 1950년 미국 심리학회에 보낸 연설에서 시작된 것으로 간주되며, 주제에 대한 관심을 모으는데 큰 도움이 되었다.

## 메모
- Tatarkiewicz, Władysław (1980). 《A History of Six Ideas: an Essay in Aesthetics》. Translated from the Polish by Christopher Kasparek, The Hague: Martinus Nijhoff.  (The book traces the history of key aesthetics concepts, including art, beauty, form, creativity, mimesis, and the aesthetic experience.)
- Sternberg, R.J.; Lubart, T.I. (1999). 〈The Concept of Creativity: Prospects and Paradigms〉.   Sternberg, R.J. 《Handbook of Creativity》. Cambridge University Press.
- Albert, R.S.; Runco, M.A. (1999). 〈A History of Research on Creativity〉.   Sternberg, R.J. 《Handbook of Creativity》. Cambridge University Press.

- Jonah Lehrer, 상상하기: 창의성이 작동하는 방식, 2012.
- Michel Weber, " 창의성, 효율성 및 비전: 열린 우주의 윤리 및 심리학 ", Michel Weber 및 Pierfrancesco Basile(eds. ), 주관성, 과정, 합리성, 프랑크푸르트/랭커스터, verlag, 과정 사상 XIV, 2006, pp. 263–281.